# Oscar Dronjak
Oscar Fredrik Dronjak (20 januari 1972) is een Zweeds musicus. Hij is de slaggitarist en oprichter van de powermetalband HammerFall. Voorafgaand aan het succes van HammerFall speelde hij ook in de deathmetalgroep Ceremonial Oath en powermetalband Crystal Age.
Dronjak werd geboren in de Zweedse stad Mölndal als zoon van een Servische vader en een Zweedse moeder. Hij speelde aanvankelijk op zeer jonge leeftijd accordeon. Daarna speelde hij nog een paar jaar trombone, totdat hij op 14-jarige leeftijd koos voor de gitaar. Kort daarna begon hij al zijn eerste band, The Hippie Killers.
In 1989 vormde hij de deathmetalband Desecrator, later bekend onder de naam Ceremonial Oath. Maar vlak voor hun eerste album, stopte hij met de band. Het einde van zijn carrière bij Ceremonial Oath was echter de geboorte van HammerFall. Dronjaks belangstelling ging in eerste instantie uit naar de deathmetalband Crystal Age. HammerFall begon als een extra project, waar Dronjak en wat vrienden zelfgeschreven liedjes oefenden, waaronder "Steel Meets Steel", nu nog een van HammerFalls hits. Maar al snel daarna namen zij hun eerste echte album op, getiteld Glory to the Brave.
Ook zong Dronjak mee op drie albums van In Flames, namelijk Lunar Strain, Subterranean en The Jester Race ("Dead Eternity").